# Ahmed Malallah
Ahmed Malallah (Abu Dabi, 9 de noviembre de 1991) es un futbolista emiratí que juega en la demarcación de delantero para el United FC de la División 1 de EAU.

## Selección nacional
Tras jugar en las categorías inferiores de la selección, finalmente hizo su debut con la selección de fútbol de Emiratos Árabes Unidos el 17 de diciembre de 2017 en un encuentro amistoso contra Irak que finalizó con un resultado de 1-0 tras el gol del propio Malallah.

## Clubes
| Club                 | País                   | Año       | Partidos | Goles |
| -------------------- | ---------------------- | --------- | -------- | ----- |
| Al Jazira Club       | Emiratos Árabes Unidos | 2010-2011 | 1        | 0     |
| Kalba FC             | Emiratos Árabes Unidos | 2011-2013 | 13       | 0     |
| Dibba Al Fujairah FC | Emiratos Árabes Unidos | 2013      | 14       | 1     |
| Baniyas Club         | Emiratos Árabes Unidos | 2013-2014 | 18       | 2     |
| Ajman Club           | Emiratos Árabes Unidos | 2014-2016 | 27       | 1     |
| Emirates Club        | Emiratos Árabes Unidos | 2016-2018 | 42       | 3     |
| Baniyas Club         | Emiratos Árabes Unidos | 2018-2020 | 26       | 1     |
| Hatta Club           | Emiratos Árabes Unidos | 2021      | 11       | 1     |
| Al Urooba Club       | Emiratos Árabes Unidos | 2021-2022 | 6        | 0     |
| Hatta Club           | Emiratos Árabes Unidos | 2022      | 6        | 0     |
| Fujairah FC          | Emiratos Árabes Unidos | 2022-2023 | 23       | 5     |
| United FC            | Emiratos Árabes Unidos | 2023-     | 17       | 2     |